# 두헌 (건평후)
두헌(杜憲, ? ~ ?)은 후한 초기의 제후로, 전한의 어사대부 두연년의 현손이다.

## 행적
아버지 두보의 뒤를 이어 건평후(建平侯)에 봉해졌다. 작위는 후한 대에도 이어졌으나, 예전에 유영에게 귀순했었던 일을 추궁당하여 후사를 잇지 못하고 봉국이 폐지되었다.

## 출전
- 반고, 《한서》 권17 경무소선원성공신표

| 선대 아버지 두보 | 후한의 건평후 ? ~ ? | 후대 (봉국 폐지) |